# Pucaksari
Pucaksari is een bestuurslaag in het regentschap Buleleng van de provincie Bali, Indonesië. Pucaksari telt 2458 inwoners (volkstelling 2010).